# Sundsvall
Sundsvall je město ve středním Švédsku ležící u Botnického zálivu, v provincii Västernorrland, asi 395 km severně od Stockholmu. V současnosti zde žije přibližně 71 tisíc obyvatel. Město bylo celkem čtyřikrát zcela zničeno požárem a posléze vždy znovu vybudováno.

## Historie
Historie města je spojena s lesnickým průmyslem. Průmyslová revoluce ve Švédsku začala právě zde, když Tunadalská pila v roce 1849 zakoupila parní pilu. Poté se Sundsvall stal jedním z nejbohatších švédských měst. V roce 1879 zde vypukla první velká stávka ve Švédsku. V roce 1888 město lehlo popelem, příčinou požáru byla pravděpodobně jiskra z parníku. Byl to největší požár ve švédské historii. Po této události bylo město znovu postaveno kompletně z kamene, a proto se mu přezdívá Stenstaden (kamenné město). Na počátku 20. století byl Sundsvall prosperujícím průmyslovým městem. V roce 1926 zde byla zřízena první automatizovaná telefonní ústředna ve Švédsku.

## Kultura
Vzhledem k průmyslovému dědictví se zde socialistické a levicově-liberální tendence projevují ještě extrémněji, než je tomu ve zbytku Švédska. Zastupitelé města Sundsvall např. rozhodli odstranit pohovku v místnosti pro svačiny obecních kanceláří, neboť „přispívá ke vzniku rizika znásilnění“.
Ve městě se nachází univerzita nesoucí název Mittuniversitetet.

## Osobnosti města
- Johan Jönson, básník a spisovatel

## Partnerská města
- Pori, Finsko
- Porsgrunn, Norsko
- Sønderborg, Dánsko
- Volchov, Rusko
- Konin, Polsko